# Clienting
Die Wortmarke Clienting des Unternehmensberaters Edgar K. Geffroy beschreibt eine konkrete Form der Managementlehre zur Kundenorientierung im Marketing aus den späten 1980er Jahren. Geffroy vertritt damit eine extreme Ausrichtung des Unternehmens auf die Bedürfnisse des Marktes, insbesondere der Kunden eines Kunden im Vertrieb, somit der Produktpolitik und Unternehmenskultur und der Mitarbeiterführung im Sinne eines heute als Stakeholder bezeichneten Ansatzes.

## Ansatz
Seit 1984 ist Edgar K. Geffroy selbstständiger Verkaufstrainer und Unternehmensberater. Infolge seiner Tätigkeit als Geffroy & Oechsler ging er davon aus, dass die einseitige Umsatzorientierung im Verkauf zu keinem nachhaltigen Erfolg in der Vertriebspolitik führe. Eine Entwicklung, die sich gerade in mittelständischen Unternehmen infolge des stärker werdenden Einflusses von Controlling-Maßnahmen als wenig nachhaltig darstellte. Im Gegensatz zum Druck-Verkauf hat Geffroy infolgedessen nun nicht mehr der einseitigen Darstellung von Nutzwerten und hohen Abschlussprovisionen oder dem Kostensenken die höchste Beachtung zur Steigerung des Verkaufserfolges, mithin des Kundenerfolges geschenkt, sondern mehr Aufmerksamkeit auf die Maximierung des Erfolges der Kunden des Kunden gelegt.
Dies solle, so Geffroy zur Zeit der Begründung seiner Theorie Mitte der 1980er Jahre, dem gerade in Deutschland immer noch schlechten Servicecharakter und somit der schlechten wirtschaftlichen Situation vieler Unternehmen infolge weitläufiger Unzufriedenheit vieler Kunden abhelfen. Als Erster stellte er im deutschsprachigen Raum auf eine marktschreierische Art und Weise einem breiten Publikum die Beziehung zum Kunden als entscheidenden Faktor für die Erreichung von betriebswirtschaftlichen Zielen dar und erreichte damit relativ große Aufmerksamkeit auf Fachkongressen. Geffroy verlegte infolgedessen einige Bestseller mit einer Gesamtauflage von ca. 250.000. Sein erstes Buch wird heute in achter Auflage publiziert, der Clienting-Titel Das einzige was stört ist der Kunde in sechzehnter überarbeiteter Neuauflage.

## Historische Einordnung
Geffroy hat seine ersten Publikationen zum Integrierten Marketing Anfang der 1980er Jahre veröffentlicht. Zu dieser Zeit wurde das angelsächsische Profitcenter-Prinzip im Consultingmarkt gerade stark vertreten. Selbst mittelständische Unternehmen wurden in sog. operative Divisionen unterteilt, deren Wertschöpfungsbeiträge betriebsintern gegenseitig in Rechnung zu stellen waren, so dass jeder Bereich ein Ergebnis darstellen konnte. Ob der Kunde mit der Gesamtleistung zufrieden war, wurde nicht Gegenstand des Controllingkonzeptes.
Der Unternehmensumsatz sollte als Messlatte für den Erfolg genügen, für die Qualitätssicherung wurde das so genannte Qualitätsmanagement (TQM) eingesetzt, dessen Kennzahlen wiederum die Prozessqualität vor den Kundennutzen stellte. Die Wertschätzung des Kunden, seine Zufriedenheit aufgrund hoher Erreichbarkeit und durchgängig handelnden Ansprechpartnern über die Abteilungsgrenzen hinweg wurden ebenso wenig gemessen, wie Empfehlungsquoten oder betriebsinterne Verluste aufgrund hoher Informationsdefizite entlang den Profitcentergrenzen. Ein ganzheitlicher Ansatz, wie er heute durch die Balanced Scorecard verwirklicht wird, wurde nicht breit diskutiert. Das Clientingkonzept sollte nach Meinung von Geffroy den eingeführten Marketing-Begriff ersetzen, machte jedoch keine wissenschaftlichen Aussagen zur Produktpolitik, zur Distributions- oder Preispolitik bzw. zu Details kundenorientierter Kommunikationspolitik. Die Ansätze zur Kundenorientierung und die Aussagen zum Verkauf oder zur Öffentlichkeitsarbeit waren eher programmatischer Natur.
Ganzheitliche Kundenorientierung, wie sie Geffroy forderte und in der modernen Organisationsentwicklung Berücksichtigung findet, wurde aufgrund seiner mangelnden Konzeptgenauigkeit zum Teil als Utopie verlacht, zum Teil mit dem Argument der schlechten Messbarkeit von weiten Teilen der Unternehmerschaft abgelehnt. Geffroy bezog sich dabei auf die von Wolfgang Mewes entwickelte Engpasskonzentrierte Strategie, welche ebenfalls noch keine hervorgehobene wirtschaftliche Bedeutung erlangt hatte. Systeme zur komplexen Erfassung von Mitarbeiter- und Kundenbeziehungen und damit auch das Wissen über den Kunden (siehe das heutige CRM) entwickelten sich gerade erst in Form sog. CAS-Systeme, mit denen dem Verkäufer die Kundendaten per Notebook mitgegeben wurden. Geffroys Forderungen zur Verkaufsgesprächsführung und zum Einsatz des Internets als Absatzkanal wurden erst später, durch den Einsatz der Multichannel-Commerce und E-Commerce-Systeme realisiert.
Als Synonym für Dialog-Marketing setzt sich hingegen ein Ansatz von Prof. Siegfried Vögele durch, der sein so genanntes Dialog-Marketingkonzept (Bayerische Akademie für Marketing und Werbung, München) mit gut messbaren Response-Kennzahlen einführte. So ließ sich zumindest die Rücklaufquote von Werbung steigern, wenn auch der viel weiter greifende Ansatz der Kundenzufriedenheit als Konzept erst einmal nicht vom Markt angenommen wurde.
Erst mit der Arbeit von Robert S. Kaplan und David P. Norton Anfang der 1990er Jahre gelang eine weitgehende akademische Diskussion darüber, wie man sog. alten Wein in neuen Schläuchen des Marketings konzeptionell greifbar machen und alle Stakeholder in den Focus des Controlling bringen könne. Die zum Teil provozierenden Thesen von Geffroy haben in verschiedene Konzepte des Marketing Eingang gefunden, zuletzt im so genannten viralen Marketing. Für die Clienting-Entwicklung wurde Herr Geffroy zum Ehrendoktor der Newport Universität, Kalifornien, ernannt und erhielt im Jahr 2000 den Management Strategie Preis für die Clienting-Thesen.

## Sieben Trendthesen
Seine Ansätze fasst er in sieben Thesen für das neue Marketing zusammen. Diese Elemente sind im klassischen Marketing-Mix nicht enthalten.

### Revolution
Geffroy war der Meinung, dass der Markt Mitte der 1980er-Jahre vor grundlegenden Umwälzungen stünde. Fusionen würden Mammutkonzerne entstehen lassen, kleine und schnelle Anbieter würden große und schwerfällige Konzerne bedrohen. Entscheidend sei es die Grundregeln zu ändern, wenn man mit seinem Angebot Erfolg haben wolle. Dies bedeute auch etablierte Grenzen für Dienstleistung zu ignorieren (z. B. konsequente Individualisierung von Angeboten).

### Marktplätze
Der Marktplatz der Zukunft sei das Internet. Obwohl die Bedeutung des Internets von den meisten Unternehmern bestenfalls als Spielwiese für Erotik-Anbieter und als Zeitvertreib für Chatter abgetan wurde, propagierte Geffroy, dass in zwanzig Jahren (also um 2005) praktisch jedes Unternehmen eine Internetpräsenz haben würde und einen sog. virtuellen Shop, in dem der Kunde 24 Stunden am Tag einkaufen könne.

### Spannungsbilanzen
Der Unternehmenserfolg sollte zusätzlich zu den bewährten Kennzahlen in Form sog. soft-facts über einen Zeitraum von tausend Tagen-Zyklen (sog. Spannungsbilanzen) erfasst werden. Zu viele vermeintliche Kostensenkungserfolge fielen bei mittelfristiger Betrachtung negativ aus, da dem Unternehmen die Fähigkeit genommen würde, die Priorität auf Folgegeschäfte, Vernetzung und Empfehlungsgrad zu legen.

### Kunden Verblüffen
Es sei in den nächsten Jahren entscheidend, sich noch weiter auf den Kunden zuzubewegen. Er müsse verblüfft und begeistert werden. Es muss Sog statt Druck erzeugt werden, zum Beispiel mit neuen Ideen oder Konzepten, die ihm helfen, an die er aber noch nicht gedacht hat. Grundsätzliches Ziel sei es, die Situation des Kunden aus einer übergeordneten Perspektive zu betrachten, um dann in einem zweiten Schritt, mit eigenen Ideen und Erfahrungen, eine schlüssige und konsistente Problemlösung anbieten zu können.
Geffroy vertrat die Auffassung, dass sich jeder Anbieter letztlich entscheiden müsse, ob er konsequent preiswert oder mit exzellentem Service auftreten wolle. Beides sei ruinös und unglaubwürdig. Als Mittel der Marktkommunikation seien Provokation oder Dramatisierung geeignet, um den Kunden zu erreichen, da echte Nutzwertdarstellung kaum mehr genüge, um Aufmerksamkeit zu erlangen. Spätere Claims vieler Konsumgüteranbieter folgten diesem Ansatz (z. B. „Geiz ist geil“, „Ich bin doch nicht blöd“ oder die Benetton-Werbung mit blutigen Shirts).

### Partnerdenken statt Kundendenken
Kunden sollten als Partner der eigenen Unternehmung gesehen werden. Die Zusammenarbeit mit Kunden, wie sie später durch Key Account Manager verwirklicht werden wird, war für Geffroy ein Prüfstein der Unternehmenskultur. Unpräzise Ziele in Richtung Zufriedenheit genügen nicht mehr, in einem Marktumfeld, in dem folgende Fragen offenbleiben: 
- Hat das Unternehmen überhaupt eine Kundenorientierung?
- Wie hoch ist die Kundenzufriedenheit genau?
- Besteht eine am Kunden ausgerichtete Organisation?

Geffroy riet dazu analytisch zu erfassen, wie das Unternehmen in Richtung Kundenorientierung arbeitet. Dabei sei bei der Klärung der Fragen nicht allein entscheidend, wie die Mitarbeiter über Kundenorientierung denken, sondern wie es sie in der Praxis leben. Wenn der Kunde beispielsweise am Freitag um kurz nach fünf in der Firma anruft, der Mitarbeiter aber um halb sechs einen Tennisplatz gebucht hat und darum nicht mehr ans Telefon geht – dann stehe viel mehr auf dem Spiel als ein verärgerter Kunde.
Nicht zuletzt gab Geffroy vor, sich zuerst dem Mitarbeiter als Partner und dann erst dem Verkauf zuzuwenden, da dieser durch sein Verhalten die Kundenzufriedenheit maßgeblich beeinflusse. Die Konzeption für eine wachstumsorientierte Beziehungsqualität innerhalb eines Unternehmens wird von Geffroy Clienting Inside genannt. Dies soll, so Geffroy, den systematischen Aufbau der partnerschaftlichen Zusammenarbeit von Mitarbeitern und Führungskräften über die Dimension persönlicher sowie elektronischer Informationsnetzwerke umfassen (ähnlich Clienting für den systematischen Aufbau von erfolgreichen Kundenbeziehungen nach außen).

### Aufbau von Kundennetzwerken
In Verbindung mit dem Internet als zukünftigem virtuellem Marktplatz sei es entscheidend, das altbekannte Vitamin B zu instrumentalisieren, indem Kundennetzwerke geknüpft werden. Nicht der Preis einer Ware entscheide über ihren Erwerb, sondern die Empfehlung eines guten Freundes. Das Prinzip, bei dem ganz normale Unternehmen von MLM-Konzernen lernen könnten, hieße: Networking. Dazu suche das Clienting nach Ansätzen, um die persönliche Nähe zum einzelnen Kunden auch großer Unternehmen zu fördern, so wie es einst Tante Emma wie selbstverständlich getan hat.

### Kundenerfolgsprogramme
Geffroy provozierte selbst mit folgender Forderung: Vergessen Sie Ihre Programme zur Verkaufssteigerung – Konzipieren Sie Programme, mit denen Ihre Kunden erfolgreicher werden! Dies sei gewissermaßen der letzte Schritt in Richtung einer wirklich umfassenden Kundenorientierung. Clienting konzentriere sich auf den Menschen im Kundenunternehmen und seine Erfolgssteigerung. Der Verkäufer der Zukunft entwickle sich mehr und mehr zum Produzenten von Lebenshilfekonzepten, zum Berater und Beziehungsmanager, der die Kunden in die Lage versetzt, selbst bessere Geschäfte zu machen. Er solle dem Kunden mit Informationen, Rat und Tat zur Seite stehen und nicht nur Nutzwerte herunterbeten und Finanzierungen anbieten, da hier das eigene Produkt zu sehr im Mittelpunkt der Bemühungen stünde und so die Sachfragen personalisiert und aus der Vergleichbarkeit herausgehoben würden. Die Controlling-Kennzahlen der achtziger Jahre zur Zeit der Erfindung des Clienting trugen nicht zur Führung nach derartigen Dimensionen bei.

## Fallbeispiel im Franchising
Geffroy wurde kontaktiert mit der Aufgabe, die Organisation eines Massivbauhaus-Anbieters im Franchisesystem zu durchleuchten und Verbesserungsvorschläge zu unterbreiten. Im Laufe der folgenden Organisationsanalyse wurde unter anderem festgestellt, dass
1. die Entwicklung der inneren Strukturen und Abläufe nicht mit dem stürmischen Wachstum Schritt halten konnte und diese für die Zukunft neu ausgerichtet werden mussten;
2. ein aussagefähiges einheitliches Unternehmensleitbild noch nicht deutlich genug zu erkennen war;
3. die praktisch gelebte Kundenorientierung zu verbessern war, vor allem im Hinblick darauf, den Kunden und dessen Zufriedenheit konsequent in den Mittelpunkt des Denkens und Handelns zu stellen.

Als Konsequenz dieser Analyseergebnisse wurde eine Reihe von tiefgreifenden Veränderungen eingeleitet. Dabei standen eine ausführliche Analyse der Kundenerwartungen und eine systematische Kundenbefragung am Anfang der Entwicklung. Im Rahmen dieser Befragung kam heraus, dass der Kunde und Bauherr generell sehr verunsichert ist. Dies rührt daher, weil der Kunde in der Regel:
- keine Ahnung vom Bauen hat,
- Angst vor Pannen hat,
- Angst vor einer sog. Kostenexplosion hat,
- oft nicht weiß, was er genau will,
- dem Bauträger aus allgemeinen Imagegründen wenig Vertrauen entgegenbringt.

Ferner wurden bezüglich der Kundenerwartungen einige interessante Erkenntnisse gewonnen.
Um der Unsicherheit beim Kunden entgegenzuwirken und dessen Vertrauen zu gewinnen, unterzog sich die Firmengruppe bei jeder Baumaßnahme einer freiwilligen Vier-Phasen-Überprüfung durch den TÜV. Weiterhin bot das Unternehmen zusammen mit einer Spezialversicherungsgruppe eine Versicherung zur Baufertigstellungsgarantie an, so dass die am Bau tätigen Unternehmen auf Solidität und Bonität geprüft wurden. Als weiterer Baustein in Bezug auf Kundenorientierung war die Mitgliedschaft in der Gütegemeinschaft „Fach- und Qualitätssicherungsgemeinschaft im Deutschen Massivhaus-Bau e. V.“ (kurz FQM) zu sehen.
Dabei müssen sich alle dem FQM-Verband angeschlossenen Mitglieder an bestimmte Regeln halten. Hierzu zählen eine fünfjährige erfolgreiche Markttätigkeit, die Benennung von 20 Referenz-Bauherren, die durch persönliche und schriftliche Interviews über ihre Zufriedenheit mit der Bauausführung befragt wurden, sowie umfangreiche Auskünfte über die wirtschaftlichen Verhältnisse des Unternehmens.
Die Durchführung von Bauherrenseminaren, welche darüber informieren, worauf ein Bauherr zu achten hat und woran jeder Interessierte kostenlos teilnehmen kann, ergänzten das Programm. Ferner wurden systematisierte Kundenbefragungen eingeführt. Eine oft gestellte Frage lautete: „Würden Sie uns Ihrem besten Freund weiterempfehlen?“ Diese Befragungen dienten u. a. dazu, Probleme und Herausforderungen aus der Sicht des Kunden zu analysieren, man versuchte sich also konsequent in dessen Tagesprobleme und Wunschwelt hineinzuversetzen.
Clienting nach innen erforderte eine interne Umstrukturierung. Zunächst einmal wurde der Einfluss der Zentrale dezentralisiert. Sie war nun im Wesentlichen für die Bereiche Marketing, Systemkompetenz (Bau Know-how) und Informationsmanagement sowie der Unternehmensentwicklung des Verbundes zuständig. 
Infolgedessen kam es zu einer Delegation der Verantwortung nach unten und somit zu einer Stärkung der Managementteams. Diese waren nun unternehmensintern die Hauptansprechpartner der Franchisenehmer und für eine umfassende Betreuung derselbigen auf den Gebieten Organisation, TÜV-Abnahme und Kundenorientierung zuständig.
Um den Kundenerwartungen Rechnung zu tragen, wurde mehr Wert auf die Entwicklung eines Informations- und Kommunikationsmanagements gelegt. Dies äußerte sich darin, dass es institutionalisierte Treffen auf verschiedenen Ebenen gab. Während dieser Begegnungen fand eine intensive Auseinandersetzung nicht nur mit den Problemen, sondern auch den Motiven (Selbstdarstellung, Selbstverwirklichung, Emotionen) und Träumen der Kunden (Positionierung als Erfolgsmensch etc.) statt. Darüber hinaus wurden auch Strukturen und Abläufe verändert, so dass die Kundenorientierung entsprechend hervorgehoben wurde.
So gelang es die Erfolgsbeteiligung der Mitarbeiter stark an der Kundenorientierung anzulehnen, was sich darin äußerte, dass Prämien nur für Referenzkunden eingeführt wurden. Zur Unterstützung dieses eingeschlagenen Weges wurden auch einige Unternehmensgrundsätze in moderierten Mitarbeiterworkshops erarbeitet, welche wie folgt lauten:
- Ich gehe offen und ehrlich mit anderen um!
- Ich höre zu und helfe!
- Ich stelle mich der Kritik!
- Ich werde allen Menschen höflich und freundlich begegnen!
- Ich unterstütze jeden in seiner Weiterentwicklung!
- Unser Geschäft ist es, mit allen Möglichkeiten zu helfen, damit unsere Kunden selbst besser leben!
- Kundenprobleme sind sofort zu lösen!
- Jedes Problem wird angepackt und zur Aufgabe gemacht. Ein „Geht nicht – gibt’s nicht“ ist Vergangenheit!
- Jeder ist bereit, Verantwortung zu übernehmen!
- Der Vorgesetzte bleibt keine Antwort schuldig!
- Nicht reden, tun!

Damit es nicht bei diesen Grundsätzen blieb, sondern diese zusammen mit der Kundenorientierung auch aktiv gelebt und umgesetzt wurden, sollte das Clienting-Gedankengut systematisch nach innen in die Organisation getragen werden. Dies wurde mit höherem Trainingsaufwand und der Gründung einer eigenen Akademie realisiert. In regelmäßig stattfindenden Seminaren und Workshops wird nun den Organisationsmitgliedern das Clienting-Gedankengut transparent gemacht, so dass sie es in ihrer täglichen Arbeit anwenden bzw. praktisch umsetzen können.
Weiterhin wurde ein Clienting-Zirkel ins Leben gerufen, der für die innerbetriebliche Weiterentwicklung der Clienting-Idee verantwortlich ist. Neben diesem Arbeitskreis wurde das interne Controlling erweitert, so dass Korrekturmaßnahmen und Entwicklungspotentiale im Unternehmen erkannt werden und nicht mehr nur Geldflüsse nachträglich bewertet werden können. Hierbei ging es um gelebtes Clienting nach innen, indem der Mitarbeiter als Kunde des Unternehmens angesehen wird.
Mit Hilfe dieser dargelegten Vorgehensweise ist es der Unternehmensgruppe in den letzten Jahren kontinuierlich gelungen, ihre Umsätze überproportional zu steigern, und zwar von 42 Millionen DM im Geschäftsjahr 1990/91 auf über 120 Millionen im Geschäftsjahr 1992/93 bis auf über 220 Millionen im Geschäftsjahr 1995/96.